# Czechy (Baja Silesia)
Czechy (alemán: Tschechen) es una localidad del distrito de Świdnica, en el voivodato de Baja Silesia (Polonia). Se encuentra en el suroeste del país, dentro del término municipal de Jaworzyna Śląska, a unos 4 km al noroeste de la localidad homónima y sede del gobierno municipal, a unos 11 al norte de Świdnica, la capital del distrito, y a unos 49 al suroeste de Breslavia, la capital del voivodato. Czechy perteneció a Alemania hasta 1945.
- Datos: Q5201909

1. ↑  Worldpostalcodes.org,código postal n.º 58-115.